# Stade
Stade (uradno Hansestadt Stade, nizozemsko Hansestadt Stood) je mesto v Spodnji Saški na severu Nemčije. Prvič je omenjeno v evidencah leta 934, je sedež istoimenskega okrožja (Landkreis). Nahaja se približno 45 km zahodno od Hamburga in spada v širšo metropolitansko regijo tega mesta. Na območju mesta so mestna okrožja Bützfleth, Hagen, Haddorf in Wiepenkathen, od katerih ima vsako svoj svet (Ortsrat) z nekaj avtonomnimi pravicami odločanja.
Stade leži v spodnjem toku reke Labe. Prav tako je ob znameniti nemški cesti predalčnih hiš.

## Zgodovina
Prvi človeški naseljenci so prišli na območje Stade 30.000 pr. n. št.
Od leta 1180 je Stade pripadal knezo-nadškofiji Bremen. V začetku leta 1208 so kralj Valdemar II. Danski in njegovi vojaki osvojili Stade. V avgustu je Valdemarjjev bratranec, ki je bil s kraljem skregan, je takratni knezo-nadškof Valdemar zasedel mesto, a ga je kmalu zatem Valdemar II. ponovno zasedel . Leta 1209 je cesar Oton IV. prepričal svojega zaveznika Valdemarja II., da se umakne na sever Labe in ga je naposled knezo-nadškof Valdemar vrgel s prestola in prevzel Stade.
Oton IV. je 2. maja 1209 podelil pomembne mestne privilegije (Stadtrecht) mestu Stade. Potrdil je, da so meščani osebno svobodni in jim priznal, da predstavljajo politično skupino z lastno zakonodaje, burgenses in optimi cives Stadea . Nepremičnine v mestnih mejah niso mogle biti podvržene fevdalni nadoblasti in jih je bilo mogoče prosto podedovati brez fevdalnih zahtevkov za vrnitev. Pripravili so pravične pravne postopke in določili maksimalne denarne kazni. Oton IV. se je zavezal, da bo preprečil, da bi meščane prevzeli kot talce in osvobodil zajete meščane.
Po tem, ko se je Oton IV. premislil, je leta 1211 mesto ponovno prevzel knezo-nadškof Valdemar.. Leta 1213 je Otov starejši brat, pfalški grof Henrik V., ponovno prevzel Stade za knezo-nadškofa. Leta 1215 je Henrik odvrnil še en danski napad na Stade. Pozimi leta 1216 je  Valdemar II in njegova danska vojaka, ker ni mogel zavzeti mesta Stade, so opustošil okrožje. Od takrat dalje Stade ostaja del knezo-nadškofije Bremen.
V srednjeveškem času (od 13. do poznega 17. stoletja) je bil Stade pomemben član Hanseatske lige, kasneje pa ga je zasenčil Hamburg. Leta 1611 je mesto podpisalo pogodbo s sefardskimi Judi, kar je omogočilo ustanovitev skupnosti. Leta 1613 je Johan Friedrich, administrator knezo-nadškofije naselil  Aškenaze v mestu, vendar so v času pretresov katoliškega osvajanja in ponovnega osvajanja luteranov, zadnje arhivske sledi Judov iz leta 1630. Leta 1648 je z Vestfalsko pogodbo knezo-nadškofija v Bremnu pretrpela ustavno preoblikovanje v monarhijo, vojvodino Bremen. Vojvodina in sosednja kneževina Verden, ki se pogosto imenuje Bremen-Verden, je bila Vestfaliji dodeljena kot apanaža švedski kroni. Stade, že pod švedsko okupacijo od leta 1645, je postala del švedske pokrajine Bremen-Verden-Wildeshausen od leta 1645 do 1712, nekatere stavbe, ki so jih zgradili Švedi, se še danes uporabljajo.

### Švedska trdnjava
Stadejevi zlati časi so trajali do tridesetletne vojne. Leta 1628 je Johann T’Serclaes, grof Tilly osvojil mesto; kmalu zatem ga je prevzela Švedska, do leta 1636. Po obdobju danske okupacije jo je Švedska leta 1643 končno ponovno prevzela in jo tudi uradno dobila, skupaj z bremensko nadškofijo, v skladu z Vestfalskim mirom. Dve tretjini mesta sta bila 26. maja 1659 izgubljeni v velikem mestnem požaru. Mesto je bilo ponovno zgrajeno po prvotnem načrtu.
Od leta 1675 do leta 1676 je švedski Stade v švedsko-brrandenburški vojni osvojila Danska in nekaj držav Svetega rimskega cesarstva in ostal v teh rokah do konca vojne leta 1679. Stade, kot sedež švedske uprave, je bil oblegan od začetka aprila 1676 do 13. avgusta 1676. Po pogodbi iz Saint Germaina leta 1679, je Stade ponovno dobila Švedska.
Carinska postaja na Labi pri Stadeu, v Brunshausenu ob ustju Schwinge, je imela posebno vlogo pri trgovanju na reki od obdobja nadškofije. Leta 1663 so Švedi postavili stalno patruljno ladjo na Labi, carinsko fregato (Elbzollfregatte). Ta ureditev je obstajala pod različnimi vladarji do leta 1850 in sama carinska postaja na Schwinge pa do leta 1865. 
Švedska suverenost se je končala leta 1712. Danska vojska je oblegala mesto v veliki severni vojni in ga obstreljevala od 29. avgusta do 7. septembra 1712, uničili so 152 hiš, četrtino naseljenega območja.

### Danska vladavina
Leta 1712 je Danska osvojila Stade in celoten Bremen-Verden. Stade je ostal prestolnica Bremen-Verden tudi po tem, ko so ga Danci leta 1715 odstopili v volilnemu okraju Brunswick in Lunenburg (Hannover). Ko so leta 1823 Bremen-Verden nadomestile nove upravne oblike, je Stade še naprej ostal glavno mesto regije Stade.
Leta 1355 in leta 1712 je Stade utrpel epidemijo kuge, ki je ubila vsaj 30-40% prebivalstva mesta.
Dne 26. maja 1659 je ogromen požar uničil 60% mesta.

### Moderna doba
Leta 1757, po francoski invaziji Hanovra, se je vojska za nadzor pod knezom Williamom, vojvodom Cumberlandskim in svetom Hanovra (vlada) zatekla v Stade. Cumberland se je pripravil, da brani mesto, preden se je dogovoril na konvenciji Klosterzeven, ki je prinesla začasno premirje.
Do konca 17. stoletja so se v Stadeu ponovno pojavili Aškenazi. Leta 1842 je Kraljevina Hanover podelila enakopravne pravice Judom in pospeševala gradnjo judovskih skupnosti in regionalne nadgradnje (rabinata) za celotnen narod. Judje v Stadeju so to ocenili kot napredek in breme, ker predhodno niso imeli nobenega rabina in verskega učitelja zaradi implicitnega finančnega bremena. Leta 1845 je bil po novem zakonu v mestu ustanovljen deželni rabinat, pod deželnim rabinom Josephom Heilbutom, ki je služil 16 judovskim cerkvam, ki so bile v zadnjih letih ustanovljene po celotni regiji Stade, skupaj s 1250 Judi leta 1864 (največje število do zdaj). Lokalne oblasti so zdaj zahtevale, da judovske skupnosti ustanovijo sinagoge in judovsko izobraževanje. Leta 1849 je bila odprta prva sinagoga, vendar so jo zaradi finančnih omejitev leta 1908 morali zapreti. Od leta 1903 je judovska skupnost Stade dobila javne subvencije za nadaljevanje delovanja. Regija Stade je ostala judovska diaspora. 
Delovna migracija in izseljevanje [5] v urbana središča zunaj regije Stade in demografija Judov so privedli do zmanjšanja števila Judov v regiji (786 leta 1913, 716 leta 1928). [6] Večina preostalih Judov je bila izgnanih med nacistično vlado. Med drugo svetovno vojno je Stade ostal popolnoma nedotaknjen s strani zavezniških bombnih napadov.
Stade je v preteklih desetletjih znatno izkoristil prisotnost kemične in vesoljske industrije, predvsem Dow Chemical in Airbus. Nuklearna elektrarna pri Stadeju je ustavljena (od leta 1972 do leta 2003 je bila priključena na elektroenergetsko omrežje). Po odločitvi Nemčije leta 2002 o postopnem opuščanju proizvodnje jedrske energije je bil Stade prva nemška elektrarna, ki naj bi bil prizadeta; trajno zaprta je od 14. novembra 2003. V bližini nekdanje jedrske elektrarne je neaktivna elektrarna na nafto, elektrarna Schilling.

## Zanimivosti
V starem mestnem jedru (Altstadt) Stadea so številne znamenite zgodovinske stavbe; med najpomembnejšimi so luteranska cerkev svetega Kozme in Damijana, luteranska cerkev Wilhadi, mestna hiša (Rathaus), Schwedenspeicher in Zeughaus.
- Schnitgerjeve orgle v St. Cosmae
- St. Wilhadi
- Stara mestna hiša
- Schwedenspeicher (švedsko skladišče)
- Zeughaus (švedska orožarna)
- Staro Hanseatsko pristanišče
- Stade letališče (EDHS)
- Trdnjava Grauerort iz 19. st.
- Hiša v Insel muzeju
- Gimnazija Athenaeum Stade

V bližini Stadeja so ogromni stebri daljnovodov Elbe Crossing 1 in Elbe Crossing 2; stebri Elbe Crossing 2 so najvišji v Evropi in šesti najvišji na svetu.

## Pobratena mesta
- Lakewood, Kolorado, ZDA
- Gołdap, Poljska
- Karlshamn, Švedska
- Giv'at Shmuel, Izrael
- Ikaalinen, Finska